# Inge Keller

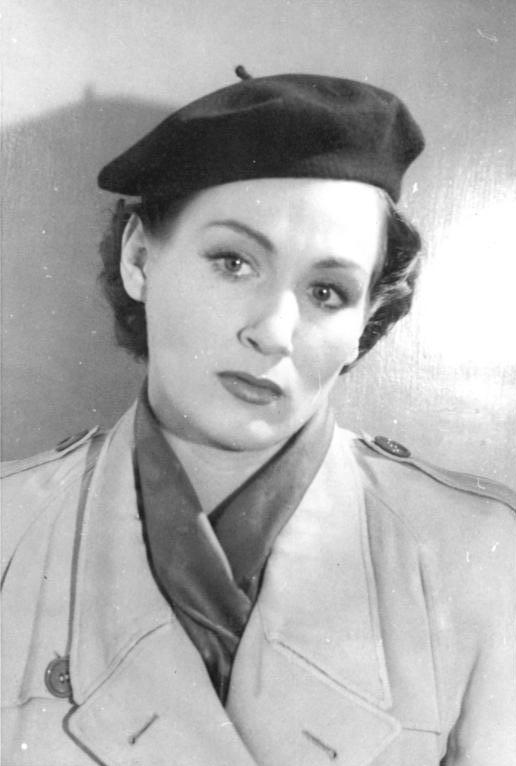
Inge Keller (1950)

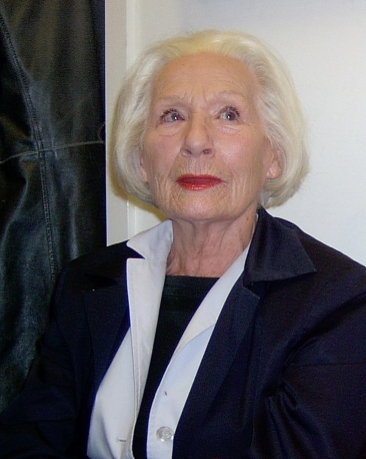
Inge Keller (2006)

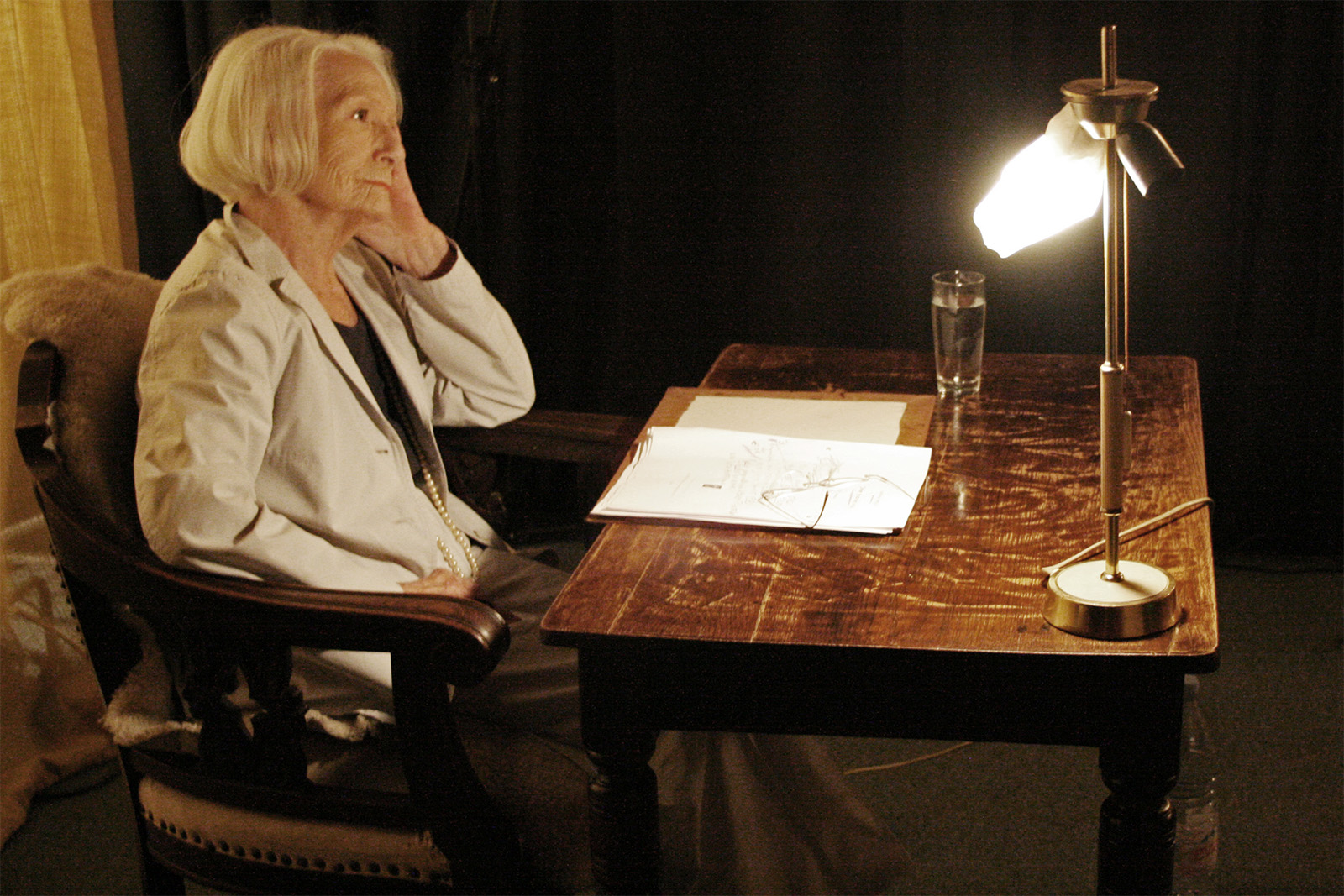
Inge Keller bei einer Lesung im Kino Tilsiter Lichtspiele (2009)

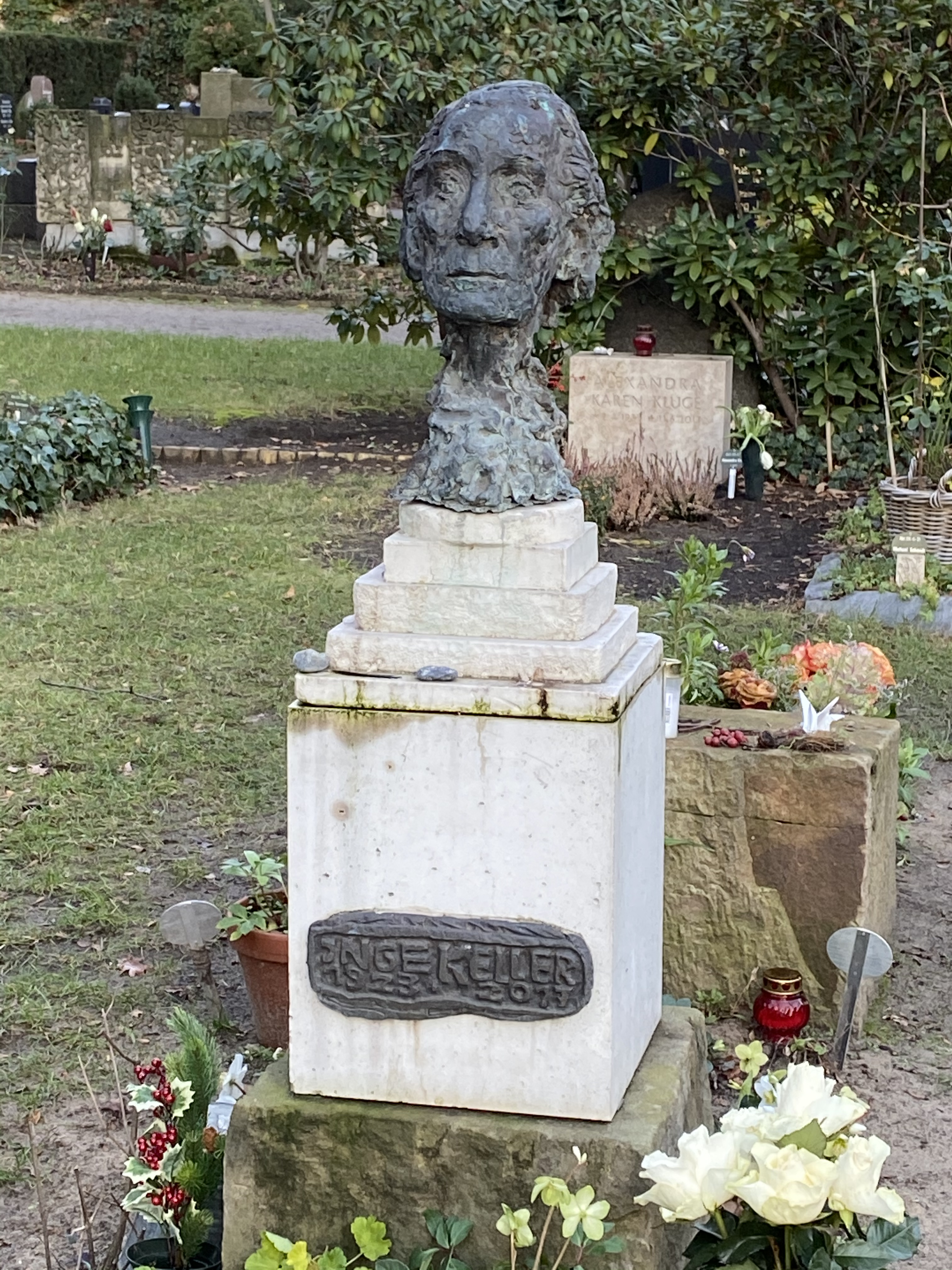
Grab von Inge Keller (2020)

Ingeborg „Inge“ Keller (* 15. Dezember 1923 in Berlin; † 6. Februar 2017 ebenda) war eine deutsche Schauspielerin.

## Leben und Karriere
Inge Keller wurde in Berlin-Friedenau geboren. Ihr Vater, Arthur Keller (1882–1941), der Straßenbau gelernt hatte, hatte mit 36 Jahren in Niedercunnersdorf die Fabrikantentochter Auguste Dorothea Engler geheiratet. Ingeborg hatte eine ältere Schwester Jutta und den jüngeren Bruder Jürgen. Ihr Vater betrieb einen Steinbruch und eine Fabrik in Löbau und lieferte u. a. das Material für den Bau der Avus.

### Theater
Inge Keller debütierte 1942 im Theater am Kurfürstendamm. Anschließend ging sie nach Sachsen, wo sie in Freiberg und Chemnitz spielte und auch das Kriegsende erlebte. Nach dem Zweiten Weltkrieg kehrte sie nach Berlin zurück, zunächst ans Hebbel-Theater. Boleslaw Barlog engagierte Inge Keller schließlich ans Schlossparktheater. Dieser besetzte sie als Pützchen in Des Teufels General, die sie in 250 Vorstellungen mit O. E. Hasse in der Titelrolle spielte. 1950 wechselte sie an das Deutsche Theater im Ostteil der Stadt. Dort spielte sie als Ensemblemitglied bis 2001 und war von da an weiter als Gast tätig. 1963 feierte sie mit Goethes Iphigenie (Iphigenie auf Tauris) in der Regie von Wolfgang Langhoff einen ihrer größten Erfolge. Alexander Lang, in den 80er Jahren einer der wichtigsten Regisseure des Deutschen Theaters, besetzte sie 1981 – sie war zu diesem Zeitpunkt bereits 58 Jahre alt – mit der jugendlichen Rolle der Julie in Büchners Dantons Tod. Langs Begründung: sie sei für ihn eine alterslose Schauspielerin.
Ihre Zusammenarbeit mit Regisseuren wie Wolfgang Langhoff und Wolfgang Heinz, später mit Alexander Lang, Thomas Langhoff, Peter Stein, Edith Clever, Harry Kupfer, Einar Schleef und Michael Thalheimer machte sie zu einer der bedeutendsten Theaterschauspielerinnen in Ost- und Westdeutschland. Keller gastierte in den 1970er und 1980er Jahren in West-Berlin an der Schaubühne und am Renaissance-Theater, u. a. in Inszenierungen von Rudolf Noelte.
1989 gastierte sie bei den Wiener Festwochen als Frau Alving in Ibsens Gespenstern mit Ulrich Mühe als Osvald – einer Inszenierung, die zwölf Jahre lang auf dem Spielplan des Deutschen Theaters stand. Einen ihrer umjubelten Auftritte hatte sie an der Bayerischen Staatsoper in München und an der Komischen Oper Berlin als Maria Josefa in Aribert Reimanns Oper Bernarda Albas Haus nach Federico García Lorca in der Regie von Harry Kupfer, der einzigen Sprechrolle in dem modernen Musiktheaterstück. Kellers sprachliche Ausdruckskraft und Nachhaltigkeit als Schauspielerin bezeugen auch ihre Lesungen der Werke von Heinrich von Kleist, Theodor Fontane, Thomas Mann, Stefan Zweig, Eva Strittmatter, Christa Wolf und Franz Fühmann. Im Hörbuchverlag PATMOS erschien Die Betrogene von Thomas Mann.
Zu ihrem 75. Geburtstag im Jahr 1998 erschien im Verlag Das Neue Berlin das seitdem mehrfach vergriffene Buch von Hans-Dieter Schütt Inge Keller – Alles aufs Spiel gesetzt. Eine erweiterte Neuauflage erschien zur Leipziger Buchmesse 2007. Günter Gaus porträtierte Keller im Jahr 2000 in seiner Interviewreihe Zur Person im RBB.
Am 18. November 2007 beging sie ihr 65. Bühnenjubiläum mit einer Lesung von Kleists Die Marquise von O.... am Deutschen Theater Berlin. Bei einer Gedenkveranstaltung aus Anlass des Todes von Erwin Geschonneck trat sie am 2. April 2008 in der Akademie der Künste gemeinsam mit Regine Lutz, Hermann Beyer und Thomas Langhoff auf. Mit Geschonneck hatte Keller unter anderem 1961 in dem DEFA-Film Gewissen in Aufruhr gespielt.
Am 13. April 2008 las Keller im Deutschen Theater die Novelle Leporella von Stefan Zweig. Aus Anlass ihres 85. Geburtstags am 15. Dezember 2008 interviewte Gregor Gysi sie in der Gesprächsreihe des Deutschen Theaters Gregor Gysi trifft Zeitgenossen. Im Jahre 2009 stand Inge Keller im Berliner Ensemble als Shakespeare in der Inszenierung Shakespeares Sonette von Robert Wilson und Rufus Wainwright auf der Bühne.
Am 16. Juli 2009 las Inge Keller im Kino Tilsiter Lichtspiele aus dem Roman Junge Frau von 1914 von Arnold Zweig. Ebenfalls anwesend war der Filmregisseur und Autor Egon Günther, in dessen gleichnamiger Verfilmung des Romans sie eine größere Rolle spielte.
Inge Keller war Ehrenmitglied des Deutschen Theaters Berlin und Mitglied der Akademie der Künste.

### Film und Fernsehen
Keller stand ab 1949 auch für Film und Fernsehen vor der Kamera. Sie wirkte in Kinofilmen wie Ärztinnen mit, nach dem Theaterstück von Rolf Hochhuth (1984 Darstellerpreis beim 3. Nationalen Spielfilmfestival der DDR). In Aimée & Jaguar und Lola und Bilidikid im Jahr 2000 überzeugte Keller durch Stil und Sprache. Darüber hinaus spielte sie in Fernsehfilmen der ARD und des ZDF, so in Alles Samba, Wilsberg und Commissario Brunetti.

### Privatleben
Aus der 1952 geschlossenen Ehe mit dem Chefkommentator des DDR-Fernsehens Karl-Eduard von Schnitzler aus der Kölner Bankiersfamilie Schnitzler, die 1956 geschieden wurde, ging die Tochter Barbara Schnitzler hervor. Diese, wie auch deren Töchter Pauline Knof und Louise Knof, sind ebenfalls als Schauspielerinnen tätig.
Inge Keller starb am 6. Februar 2017 im Alter von 93 Jahren. Sie wurde am 20. Februar 2017 in Berlin-Mitte auf dem Dorotheenstädtischen Friedhof beigesetzt.

## Darstellung Inge Kellers in der bildenden Kunst
- Sabina Grzimek: Inge Keller (1999, Büste, Bronze)[5]
- Otto Niemeyer-Holstein: Inge Keller (1970, Kohlezeichnung, 59,5 × 42 cm)[6]

## Filmografie (Auswahl)
- 1949: Quartett zu fünft
- 1950: Der Rat der Götter
- 1951: Die letzte Heuer
- 1951: Zugverkehr unregelmäßig
- 1959: Maria Stuart (Studioaufzeichnung)
- 1960: Das Leben beginnt
- 1961: Gewissen in Aufruhr (Fernsehminiserie)
- 1963: Jetzt und in der Stunde meines Todes
- 1964: Wolf unter Wölfen
- 1965: Karla
- 1966/1972: Der kleine Prinz (Fernsehfilm)
- 1967: Kleiner Mann, was nun? (Fernsehfilm)
- 1967: Frau Venus und ihr Teufel
- 1967: Geschichten jener Nacht (Episode 2)
- 1967: Kater Lampe
- 1969: Nebelnacht
- 1970: Effi Briest (Fernsehfilm)
- 1970: Junge Frau von 1914 (Fernsehfilm)
- 1970: Unterwegs zu Lenin
- 1970: Jeder stirbt für sich allein (Fernsehfilm, 3 Teile)
- 1970: Fisch zu viert (Fernsehfilm)
- 1973: Die Brüder Lautensack
- 1976: Leben und Tod Richard III. (Theateraufzeichnung)
- 1980: Die Verlobte
- 1983: Die traurige Geschichte von Friedrich dem Großen (Theateraufzeichnung)
- 1984: Ärztinnen
- 1986: Weihnachtsgeschichten
- 1986: Ein idealer Gatte (Studioaufzeichnung)
- 1990: Marie Grubbe
- 1999: Aimée & Jaguar
- 1999: Lola und Bilidikid
- 2003: Alles Samba
- 2004: Wilsberg – Tod einer Hostess
- 2008: Donna Leon: Die dunkle Stunde der Serenissima
- 2012: Das Kindermädchen

## Theater

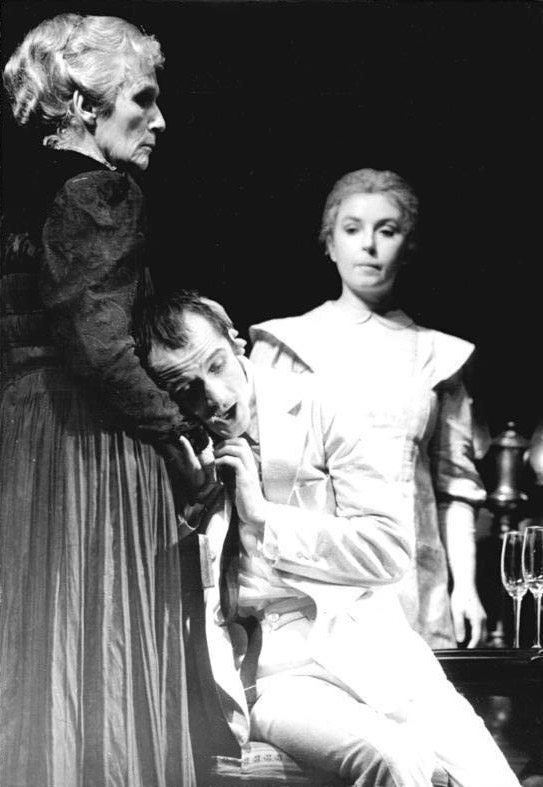
Inge Keller (l.) mit Ulrich Mühe und Simone von Zglinicki (r.) bei einer Aufführung von Ibsens Gespenster, 18. November 1983

- 1948: J. Deval – Wir armen Erdenbürger, Schlosspark Theater Berlin
- 1948: C. Zuckmayer – Des Teufels General, Schlosspark Theater Berlin (Pützchen)
- 1948: H. Bahr – Das Konzert, Hebbel-Theater Berlin (Eva Gerndl)
- 1949: G. Weisenborn – Die Ballade vom Eulenspiegel, vom Federle und …, Hebbel-Theater Berlin (Schellenbarbell)
- 1950: A. Miller – Tod eines Handlungsreisenden, Hebbel-Theater Berlin
- 1950: C. Odets –  Golden Boy, Deutsches Theater Berlin (Lorna)
- 1950: C. Sternheim –1913, (Regie: Günther Haenel), Deutsches Theater Berlin – Kammerspiele (Gräfin Sophie)
- 1951: A. Kornjetschuk – Chirurg, Deutsches Theater Berlin (Lida)
- 1952: F. v. Schiller – Don Carlos, (Regie: Wolfgang Langhoff), Deutsches Theater Berlin (Eboli)
- 1952: G.B.Shaw – Pygmalion, (Regie: Rudolf Noelte), Deutsches Theater Berlin – Kammerspiele (Eliza)
- 1952: J. Burjakowski – Julius Fucik, Deutsches Theater Berlin (Gustina)
- 1953: W. Shakespeare – Othello, Deutsches Theater Berlin (Emilia)
- 1954: G. B. Shaw – Androklus und der Löwe, Deutsches Theater Berlin – Kammerspiele (Lavinia)
- 1954: M. Gorki – Ssomow und andere, (Regie: Wolfgang Heinz), Deutsches Theater Berlin (Lydia, Ssomows Frau)
- 1954: W. Shakespeare – Viel Lärm um nichts, Deutsches Theater Berlin – Kammerspiele (Beatrice)
- 1955: G. Hauptmann – Vor Sonnenuntergang, (Regie: Wolfgang Heinz), Deutsches Theater Berlin (Paula Clothilde Clausen)
- 1956: N. Hikmet – Legende von der Liebe, Deutsches Theater Berlin (Mechmeneh Banu)
- 1956: L. Hellman – Die kleinen Füchse, (Regie: Wolfgang Heinz), Deutsches Theater Berlin – Kammerspiele (Regina Giddens)
- 1957: W. Shakespeare – König Lear , (Regie: Wolfgang Langhoff), Deutsches Theater Berlin (Goneril)
- 1958: L. de Vega – Das Dorf Fuente Ovejuna, Deutsches Theater Berlin (Königin)
- 1958: A. Tschechow – Drei Schwestern, (Regie: Heinz Hilpert), Deutsches Theater Berlin (Mascha)
- 1958: E. M. Remarque – Die letzte Station, (Regie: Emil Stöhr), Deutsches Theater Berlin – Kammerspiele (Anna)
- 1959: M. Gorki – Sommergäste, (Regie: Wolfgang Heinz), Deutsches Theater Berlin (Warwara)
- 1962: G. B. Shaw – Haus Herzenstod, (Regie: Wolfgang Langhoff), Deutsches Theater Berlin – Kammerspiele (Lady Ariadne)
- 1962: F. v. Schiller – Wilhelm Tell, Deutsches Theater Berlin (Stauffacherin)
- 1963: J. W. v. Goethe – Iphigenie auf Tauris, (Regie: Wolfgang Langhoff), Deutsches Theater Berlin (Iphigenie) – Fernsehaufzeichnung 1969
- 1964: Molière – Tartuffe, (Regie: Emil Stöhr), Deutsches Theater Berlin – Kammerspiele (Elmire)
- 1964: G. B. Shaw –Die Millionärin, Deutsches Theater Berlin (Millionärin)
- 1965: Vercors – Zoo oder der menschenfreundliche Mörder, (Regie: Bojan Danowski), Deutsches Theater Berlin – Kammerspiele
- 1967: Maxim Gorki – Feinde, (Regie: Wolfgang Heinz), Deutsches Theater Berlin (Tatjana)
- 1967: Horst Salomon – Ein Lorbaß, (Regie: Benno Besson), Deutsches Theater Berlin
- 1968: C. Sternheim – Die Kassette, Deutsches Theater Berlin (Elsbeth Treu)
- 1969: M. Braun – Die Troerinnen, (Regie: Wolfgang Heinz), Deutsches Theater Berlin (Kassandra)
- 1972: W. Shakespeare – Leben und Tod König Richard III, Deutsches Theater Berlin (Königin Elisabeth)
- 1975: H. Ibsen – Ein Volksfeind, (Regie: Klaus Erforth/Alexander Stillmark), Deutsches Theater Berlin – Kammerspiele (Frau Stockmann)
- 1977: G. Hauptmann –Die Ratten, Deutsches Theater Berlin – Kammerspiele (Sidonie Knoppe)
- 1980: F. G. Lorca – Bernarda Albas Haus, (Regie: Piet Drescher), Deutsches Theater Berlin (Bernarda Alba)
- 1981: G. Büchner – Dantons Tod, (Regie: Alexander Lang), Deutsches Theater Berlin (Julie)
- 1982: H. Mann – Die traurige Geschichte von Friedrich dem Großen, Deutsches Theater Berlin (Fürstin Galitzin)
- 1982: M. A. Bulgakow – Die Verschwörung der Heuchler, (Regie: Thomas Langhoff), Theater im Palast (Madeleine Bejart)
- 1983: H. Ibsen – Gespenster, Deutsches Theater Berlin (Frau Alving)
- 1984: B. Jonson – Volpone, Theater im Palast (Lady Would-Be)
- 1985: F. v. Schiller – Wallenstein, Deutsches Theater Berlin
- 1986: T. Bernhard – Vor dem Ruhestand, Deutsches Theater Berlin (Vera)
- 1987: I. Turgenew – Ein Monat auf dem Lande, Deutsches Theater Berlin (Anna Islajewa)
- 1992: P. Shaffer – Laura und Lotte, Deutsches Theater Berlin – Kammerspiele
- 2005: Johann Wolfgang von Goethe – Faust. Der Tragödie zweiter Teil, (Regie: Michael Thalheimer), Deutsches Theater Berlin
- 2009: William Shakespeare – Shakespeares Sonette, (Regie: Robert Wilson), Berliner Ensemble (Shakespeare)
- 2012: Christoph Hein – Tilla, (Regie: Gabriele Heinz), Deutsches Theater Berlin – Kammerspiele[7]

## Hörspiele

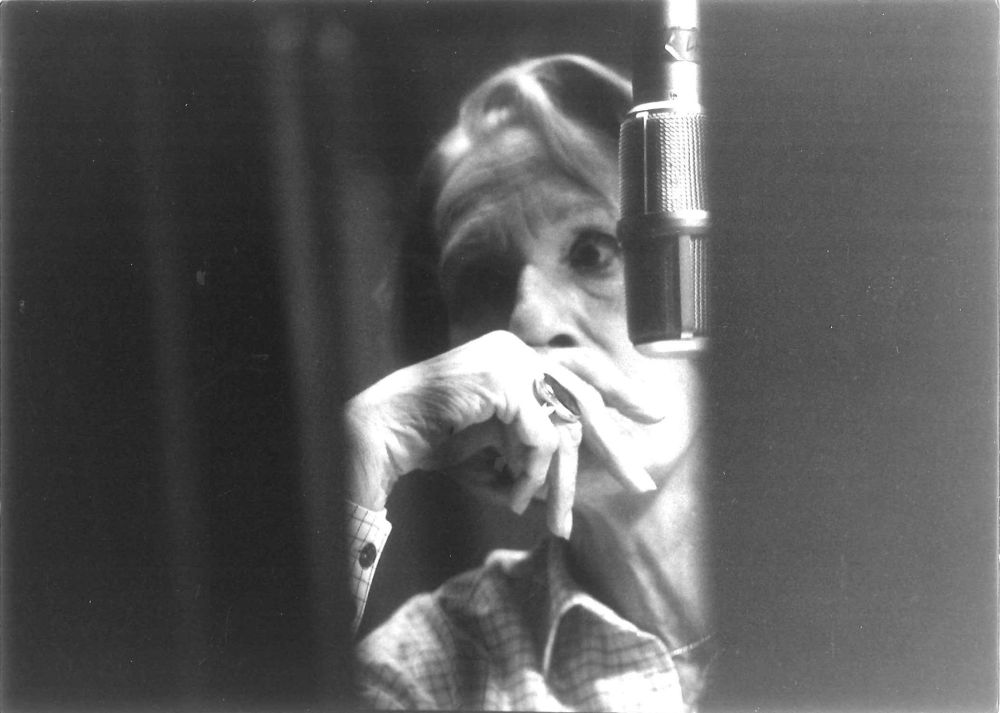
Inge Keller im Hörspielstudio – ein Porträt des Berliner Fotografen Werner Bethsold

- 1951: Karl-Georg Egel: Einer von unseren Tagen – Regie: Gottfried Herrmann (Berliner Rundfunk)
- 1951: Maximilian Scheer: „Todeshandel“ oder „Mut zur Freiheit“ – Regie: Werner Stewe (Berliner Rundfunk)
- 1951: Albert Maltz: Die Nächte enden – Regie: Werner Stewe (Berliner Rundfunk)
- 1951: Oleksandr Kornijtschuk: Der Chirurg (Baumeisterin Lida) – Regie. Werner Stewe (Berliner Rundfunk)
- 1952: Howard Fast: 30 Silberlinge – Regie: Günther Rücker (Berliner Rundfunk)
- 1953: Günther Rücker: Drachen über den Zelten – Regie: Günther Rücker (Berliner Rundfunk)
- 1953: Maximilian Scheer: Die Rosenbergs (Ruth Greenglass) – Regie: Maximilian Scheer (Berliner Rundfunk)
- 1958: Henrik Ibsen: Stützen der Gesellschaft (Lona Hessel) – Regie: Herwart Grosse (Hörspiel – Rundfunk der DDR)
- 1959: Rolf Schneider: Zimmer 112 – Regie: Theodor Popp (Rundfunk der DDR)
- 1959: Karlernst Ziem, René Ziem: Der Fall Dinah Furner (Dinah Furner) – Regie: Werner Grunow (Kriminalhörspiel – Rundfunk der DDR)
- 1960: Rolf Schneider: Affären (Nelli Walser) – Regie: Werner Stewe (Hörspiel – Rundfunk der DDR)
- 1960: Axel Kielland: Einer sagt nein (Eena Mikropolus) – Regie: Wolfgang Brunecker (Hörspiel – Rundfunk der DDR)
- 1961: Stefan Scherpner: Erhebungen im Fall Engelfried – Regie: Edgar Kaufmann (Hörspieldokumentation – Rundfunk der DDR)
- 1970: Günther Rücker: Das Modell (Die Frau) – Regie: Günther Rücker (Hörspiel – Rundfunk der DDR)
- 1971: Heinrich Mann: Die Jugend des Königs Henri Quatre – Regie: Fritz Göhler (Hörspiel – Rundfunk der DDR)
- 1971: Hans-Jörg Dost: Passio Camilo (Camillos Mutter) – Regie: Barbara Plensat/Detlef Kurzweg (Hörspiel – Rundfunk der DDR)
- 1976: Günter Kunert: Ein anderer K. – Regie: Horst Liepach (Hörspiel – Rundfunk der DDR)
- 1977: Samuil Marschak: Das Katzenhaus (Fürstin Koschka, eine vornehme Katze) – Regie: Jürgen Schmidt (Kinderhörspiel – Litera)
- 1979: Alberto Molina: Beerdigung unter Bewachung (Matilde) – Regie: Fritz Göhler (Hörspiel – Rundfunk der DDR)
- 1981: Peter Hacks: Ein Gespräch im Hause Stein über den abwesenden Herrn von Goethe (Frau von Stein) – Regie: Werner Grunow (Monolog-Hörspiel – Rundfunk der DDR)
- 1982: Walentin Rasputin: Matjora (Darja) – Regie: Fritz Göhler (Hörspiel – Rundfunk der DDR)
- 2002: Marianne Weil/Stefan Dutt: Legionäre, Guerilleros, Saboteure – Regie: Marianne Weil/Stefan Dutt (Ein sozialistisches Gesamthörspiel – DLR)

## Ehrungen
- 1960: Kunstpreis der DDR

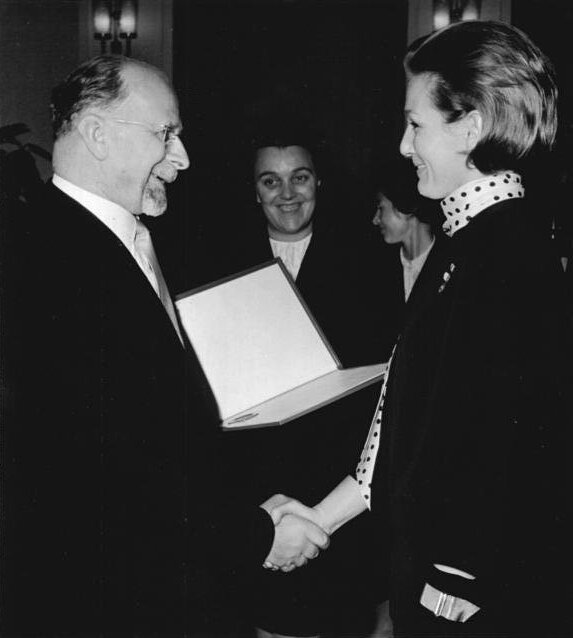
Walter Ulbricht (links) zeichnet Inge Keller 1961 mit dem Nationalpreis I. Klasse für Kunst und Literatur aus.

- 1961: Nationalpreis I. Klasse für Kunst und Literatur
- 1965: Silberner Lorbeer des Fernsehfunks der DDR
- 1977: Nationalpreis der DDR II. Klasse für Kunst und Literatur
- 1981: Johannes-R.-Becher-Medaille
- 1984: Darstellerpreis beim 3. Nationalen Spielfilmfestival der DDR
- 1984: Vaterländischer Verdienstorden in Gold
- 1985: Kritikerpreis der Film- und Fernsehschaffenden der DDR
- 2006: Verdienstorden des Landes Berlin
- 2013: Deutscher Theaterpreis Der Faust für ihr Lebenswerk